# 休伦-马尼斯蒂国家森林
休伦-马尼斯蒂国家森林（英語：Manistee National Forest）由两座分开的国家森林构成：休伦国家森林和马尼斯蒂国家森林。为了便于管理，二者于1945年合并，形成了这座978,906英畝（3,960平方）大小的公有土地，其中有5,786英畝（23平方）是湿地，占据了密歇根下半岛的北部。森林内由娱乐设施、鱼类和野生动物的栖息地，以及当地工业的开发资源。森林的行政中心位于凯迪拉克。